# Kiril Lazarov
Kiril Lazarov (in macedone Кирил Лазаров?; Sveti Nikole, 10 maggio 1980) è un ex pallamanista e allenatore di pallamano macedone, commissario tecnico della nazionale macedone e allenatore dell'RK Alkaloid.

## Carriera
Lazarov è stato capocannoniere della Champions League per due volte consecutivamente, nel 2005-2006 e nel 2006-2007, quest'ultima a pari merito con l'islandese Ólafur Stefánsson.

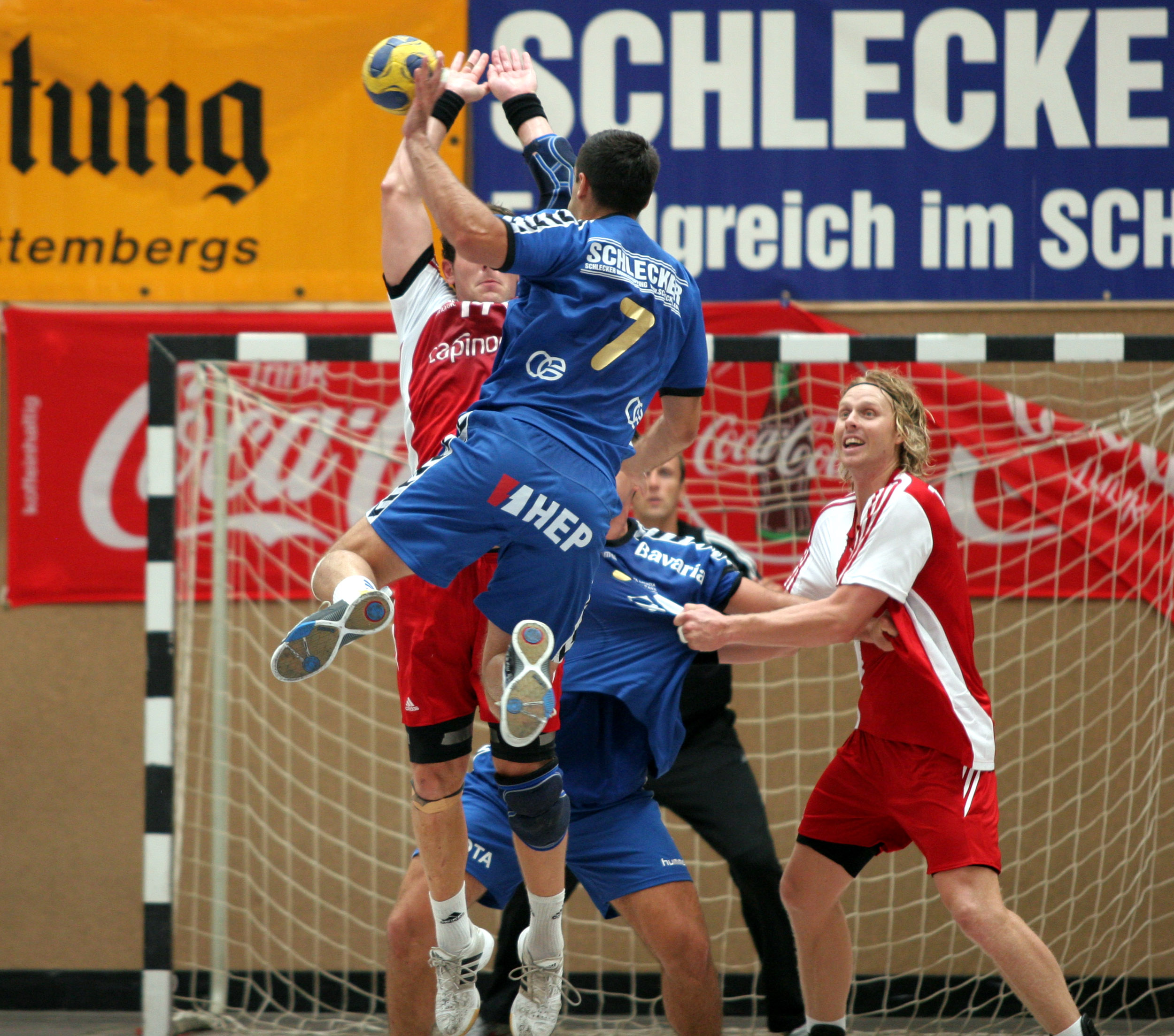
Lazarov al tiro con la maglia del Zagabria nel 2009.

## Palmares

### Giocatore

#### Competizioni nazionali
- Campionato macedone: 2

Pelister: 1997-98, 1999-00
- Coppa della Macedonia: 2

Pelister: 1997-98, 1998-99
- Campionato croato di pallamano maschile: 5

Zagabria: 2000-01, 2001-02, 2007-08, 2008-09, 2009-10
- Coppa di Croazia di pallamano maschile: 4

Zagabria: 1999-00, 2007-08, 2008-09, 2009-10
- Campionato ungherese di pallamano maschile: 4

Veszprém: 2002-03, 2003-04, 2004-05, 2005-06
- Coppe d'Ungheria: 4

Veszprém: 2002-03, 2003-04, 2004-05, 2006-07
- Coppa del Re: 5

Ciudad Real: 2010-11
Atletico Madrid: 2011-12
Barcellona: 2013-14, 2014-15, 2015-16
- Coppa ASOBAL: 5

Ciudad Real: 2010-11
Atletico Madrid: 2012-13
Barcellona: 2013-14, 2014-15, 2015-16
- Supercoppa ASOBAL: 5

Ciudad Real: 2011
Atletico Madrid: 2012
Barcellona: 2013, 2014, 2015
- Liga ASOBAL: 3

Barcellona: 2013-14, 2014-15, 2015-16

#### Competizioni internazionali
- IHF Super Globe: 4

Ciudad Real: 2011
Atletico Madrid: 2012
Barcellona: 2013, 2014
- EHF Champions League: 1

Barcellona: 2014-15